# Strâmtoarea Ormuz
Strâmtoarea Ormuz (în persană تنگه هرمز, transliterat: ormús) este o strâmtoare (braț de mare) relativ îngustă aflată între Golful Persic, la vest, și Golful Oman la sud-est. Coasta nordică a strâmtorii aparține Iranului, iar coasta sudică Emiratelor Arabe Unite și exclavei Musandam a Omanului.

## Istoric
A fost un loc al piraților din secolul al VII-lea î.Hr. până în secolul al XIX-lea d.Hr. În actualitate, are o importanță strategică, fiind singura ieșire din Golful Persic, care este bogat în petrol. Se estimează că aproximativ a cincea parte din petrolul lumii se exportă prin acest loc. Lățimea strâmtorii este de 50-100 km.
Ormuz mai este și un oraș în Iran, faimos prin pescuitul perlelor.
Tot Ormuz se numește un zeu foarte important la vechii perși, potrivit textelor zoroastriene "Avesta", de asemenea numit "Ahura Mazda".